# Pont du Fehmarnsund
Le pont du Fehmarnsund est un pont routier et ferroviaire qui relie l'île de Fehmarn au continent.

## Description

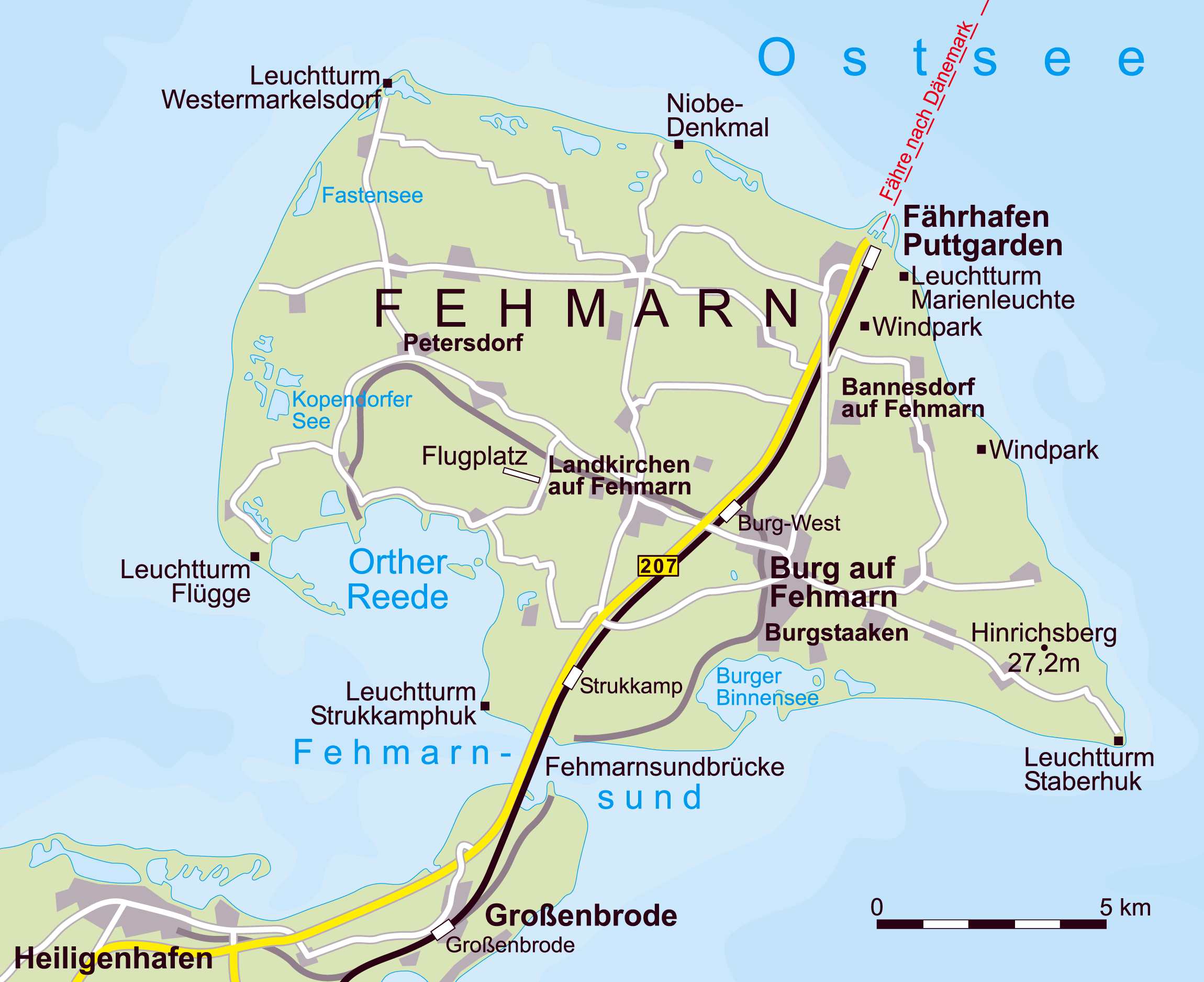
Plan de Fehmarn

Le pont relie l'île de Fehmarn en mer Baltique au continent près de Großenbrode.
Il enjambe le Fehmarnsund, sur une longueur de 1 300 m environ, en deux chaussées successives, une première de 337 m de long et une seconde de 963 m de long. Le pont du Fehmarnsund a une ouverture dégagée pour le trafic maritime d’une largeur de 240 m et d'une hauteur de 23 m au-dessus de l'eau au centre. La superstructure du pont est une construction en acier mince.
L'arc en réseau est l'un des premiers et des plus vastes du genre au monde. Il se compose de deux arcs paraboliques mutuellement inclinés, qui se touchent dans le sommet. 
La largeur du pont est de 21 m, elle se partage entre la ligne de Lübeck à Puttgarden, la Bundesstraße 207 et une voie cyclable et piétonne combinée. L'arc, longue de 268,5 m environ, a une portée de 248,5 m et une hauteur maximale de 45 m au-dessus du sol.

## Histoire

### Projets
Les premiers plans d'un pont ferroviaire remontent à 1912. Après l'occupation allemande du Danemark pendant la Seconde Guerre mondiale, l'architecte Heinrich Bartmann planifie un pont plus large pour le chemin de fer et l'autoroute.

### Début de la construction
En 1941, l'Organisation Todt commence. L'investissement est de huit millions de Reichsmarks. Les travaux de construction sont arrêtés en 1942 à cause de la guerre. Le pont interrompu près de Strukkamp est intégrée au tracé ultérieur de la B 207 et de la ligne de chemin de fer.

### Après la Seconde Guerre Mondiale
Après la guerre, les plans et les calculs de coûts pour un pont ou un tunnel sont de nouveau encouragés au printemps 1952 par Fritz Schelp, alors directeur des chemins de fer de Hambourg.
Le pont est conçu par les ingénieurs G. Fischer, T. Jahnke et P. Stein de la Gutehoffnungshütte Sterkrade AG, Oberhausen-Sterkrade. L'architecte Gerd Lohmer participe à la conception architecturale. Les constructeurs sont la direction des chemins de fer fédéraux de Hambourg et l'office de la construction routière du Schleswig-Holstein.
La construction du pont débute en janvier 1960 avec les entreprises Gutehoffnungshütte, C.H. Jucho, Felten & Guilleaume et Flender. Les cordes suspendues sont fournies par Hüttenwerke Oberhausen Aktien Gesellschaft (HOAG), les appareils d'appui par Maschinenfabrik Esslingen.

### Utilisation
Le pont sert à partir du 16 janvier 1963. En raison du rude hiver, le service de ferry à destination de Fehmarn est arrêté depuis plusieurs semaines. Afin d'assurer l'approvisionnement de l'île et du chantier de construction de la Vogelfluglinie pendant cette période, l'utilisation du pont est autorisée avec une permission spéciale. Après trois bonnes années de construction, le pont est inauguré le 30 avril 1963.
Au moment de la guerre froide, dans l'allée du pont du Fehmarnsund, se trouvaient six puits d'explosifs dans la chaussée, dont la position est toujours reconnaissable à six pavés carrés d'asphalte.
Le pont est classé monument historique en 1999 en raison de son importance particulière pour l'histoire de la technologie, de la science, de l'art et du paysage culturel.
À partir du 11 juin 2010, la DB AG fait des mesures et des tests de résistance approfondis pendant quatre nuits, y compris une locomotive de 1 500 tonnes afin de déterminer l'état du pont et son adéquation pour une future expansion.
Le ministère fédéral des Finances célèbre le 50e anniversaire du pont du Fehmarnsund en 2013 avec un timbre spécial. Le premier jour d'émission est le 4 avril 2013, la valeur du timbre est de 75 centimes.

### Développement
Le ministre des Transports du Schleswig-Holstein, Reinhard Meyer, informe le ministre fédéral des Transports, Peter Ramsauer, le 11 septembre 2012, que le Land du Schleswig-Holstein souhaite établir une liaison supplémentaire (pont ou tunnel) par le Fehmarnsund dans le cadre du Plan fédéral d'infrastructure de transport 2030.
En décembre 2012, on apprend que le pont existant de Fehmarnsund ne supportera plus les charges plus lourdes après l'ouverture du lien fixe du Fehmarn Belt. Les résultats du recalcul statique de DB ProjektBau sont présentés au public le 17 janvier 2013. La structure existante doit donc être au moins modernisée ; les nouvelles variantes de construction sont également considérées.
Le 26 août 2014, la presse rapporte que le gouvernement fédéral demanda au Schleswig-Holstein de commencer à planifier une nouvelle construction complète du pont du Fehmarnsund. Le Land de Schleswig-Holstein et DB Netz AG présentent l'état d'avancement de la planification d'une structure de remplacement lors d'une réunion du forum de dialogue sur le lien fixe du Fehmarn Belt, le 21 novembre 2018. Il y a quatre idées :
- la nouvelle construction d'un pont routier et ferroviaire
- la construction de ponts séparés pour le rail et la route
- la construction d'un tunnel immergé routier et ferroviaire
- Solutions combinées (pont routier et tunnel ferroviaire, pont ferroviaire et tunnel routier)

Une réutilisation partielle du pont du Fehmarnsund pour le trafic routier est également étudiée.
Le projet de tunnel est toujours à l'étude en 2020.
Le pont est rénové en 2023.
Une nouvelle traversée ne devrait pas apparaître avant 2028. Ce projet fait partie du plan fédéral d'infrastructure de transport 2030.